# باستت ۴۲۵۷
سیارک ۴۲۵۷ (به انگلیسی: 4257 Ubasti، نامگذاری:1987QA) چهار هزار و دویست و پنجاه و هفتمین سیارک کشف شده‌است که در ۲۳ اوت ۱۹۸۷ کشف شد.
قدر مطلق سیارک برابر ۱۶٫۲۰ است.